# Athrips tetrapunctella
Athrips tetrapunctella is een vlinder uit de familie tastermotten (Gelechiidae). De wetenschappelijke naam is voor het eerst geldig gepubliceerd in 1794 door Thunberg.
De soort komt voor in Europa.